# Mga
Mga (en ruso: Мга) es un asentamiento de tipo urbano en el raión de Kírovski del óblast de Leningrado, Rusia, Población: 10 212 (censo de 2010); 9613 (censo de 2002); 9852 (censo de 1989).
Es casi seguro que el nombre se deriva del río Mga, de nombre idéntico, en el que se encuentra (que a su vez es probablemente de origen fino-ugrio); la sugerencia de que proviene de las iniciales del propietario de la tierra en el siglo XIX, María Grigorievna Apraksin (un miembro de la misma familia por la que se nombra el mercado de «Apraksin Dvor» en San Petersburgo), es extremadamente improbable.

## Historia

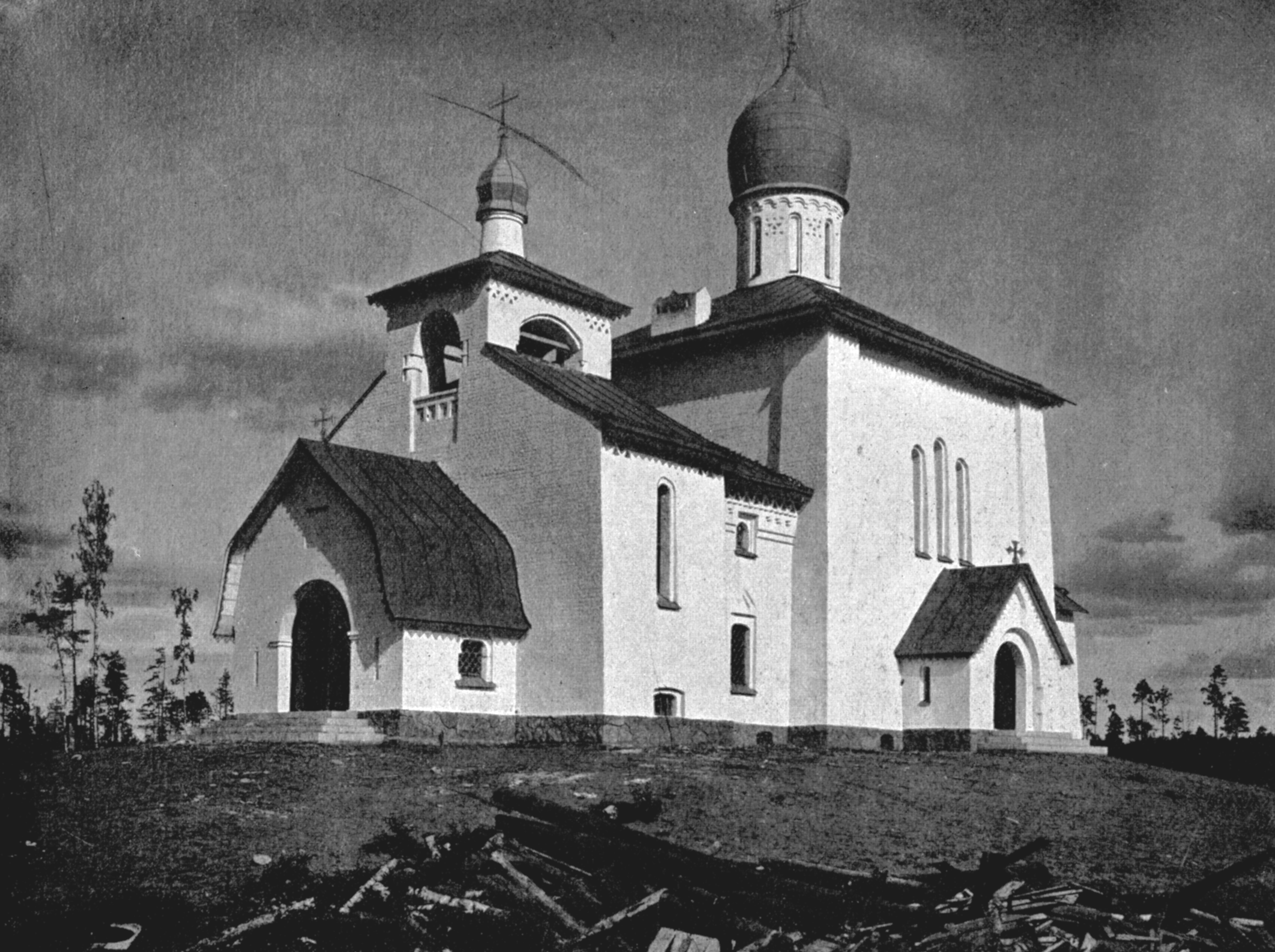
Iglesia en la finca de la princesa Yusupova en el río Mga (1913)

El asentamiento fue fundado a principios del siglo XX para dar servicio a la estación de tren de la línea Moscú - San Petersburgo. En el momento de su fundación, formaba parte de la gobernación de San Petersburgo, del uyezd de San Petersburgo. En 1914, el uyezd de San Peterburgo pasó a llamarse uyezd de Petrogrado. El 14 de febrero de 1923, el uyezd de Shlisselburgo se fusionó con el uyezd de Petrogrado. En enero de 1924, el uyezd pasó a llamarse uyezd de Leningrado. La gobernación de San Petersburgo fue renombrada dos veces, primero como gobernación de Petrogrado y posteriormente como gobernación de Leningrado.
El 1 de agosto de 1927, se abolieron los uyezds y se estableció el raión de Mginsky, con el centro administrativo en Mga. También se abolieron las gobernaciones y el distrito (raión) pasó a formar parte del ókrug de Leningrado del óblast de Leningrado. El 23 de julio de 1930 también se abolieron los okrugs y los distritos quedaron directamente subordinados al oblast. El 20 de septiembre de 1930, el centro administrativo del distrito fue transferido al seló (población rural) de Putilovo, y el distrito pasó a llamarse Putilovsky. El 20 de septiembre de 1931, el centro del distrito se trasladó de nuevo a Mga, y el distrito pasó a llamarse Mginsky. El 5 de junio de 1937 se concedió a Mga el estatus de asentamiento de tipo urbano.
Según los datos de 1936, el consejo de aldea de Mginsky incluía siete asentamientos, 207 granjas y cinco granjas colectivas.
Durante la Segunda Guerra Mundial, Mga fue un nodo de comunicaciones de vital importancia; su captura por los alemanes el 30 de agosto de 1941, cortó la última conexión ferroviaria entre Leningrado y el resto del país. Más tarde, fue uno de los puntos en los que el ejército soviético rompió el asedio de Leningrado. La región, compuesta principalmente por bosques y zonas pantanosas, fue escenario de brutales combates durante los años de guerra y fue un punto de resistencia al bloqueo y la ocupación alemanes. Como resultado, en los bosques de la región se encuentran cascos, balas, partes de armas y munición pesada y otros equipos militares utilizados tanto por el Eje como por las fuerzas soviéticas durante la guerra. 
El 9 de diciembre de 1960, el distrito de Mginsky fue abolido y dividido entre los distritos de Volkhovsky y Tosnensky. Mga fue trasladado al distrito de Tosnensky. El 1 de abril de 1977, se estableció el distrito de Kirovsky con centro administrativo en Kírovsk, esencialmente en los límites del antiguo distrito de Mginsky, mediante la escisión de los distritos de Volkhovsky y Tosnensky.

## Economía

### Industria
La industria de Mga depende esencialmente de las empresas que prestan servicios al ferrocarril.

### Transporte

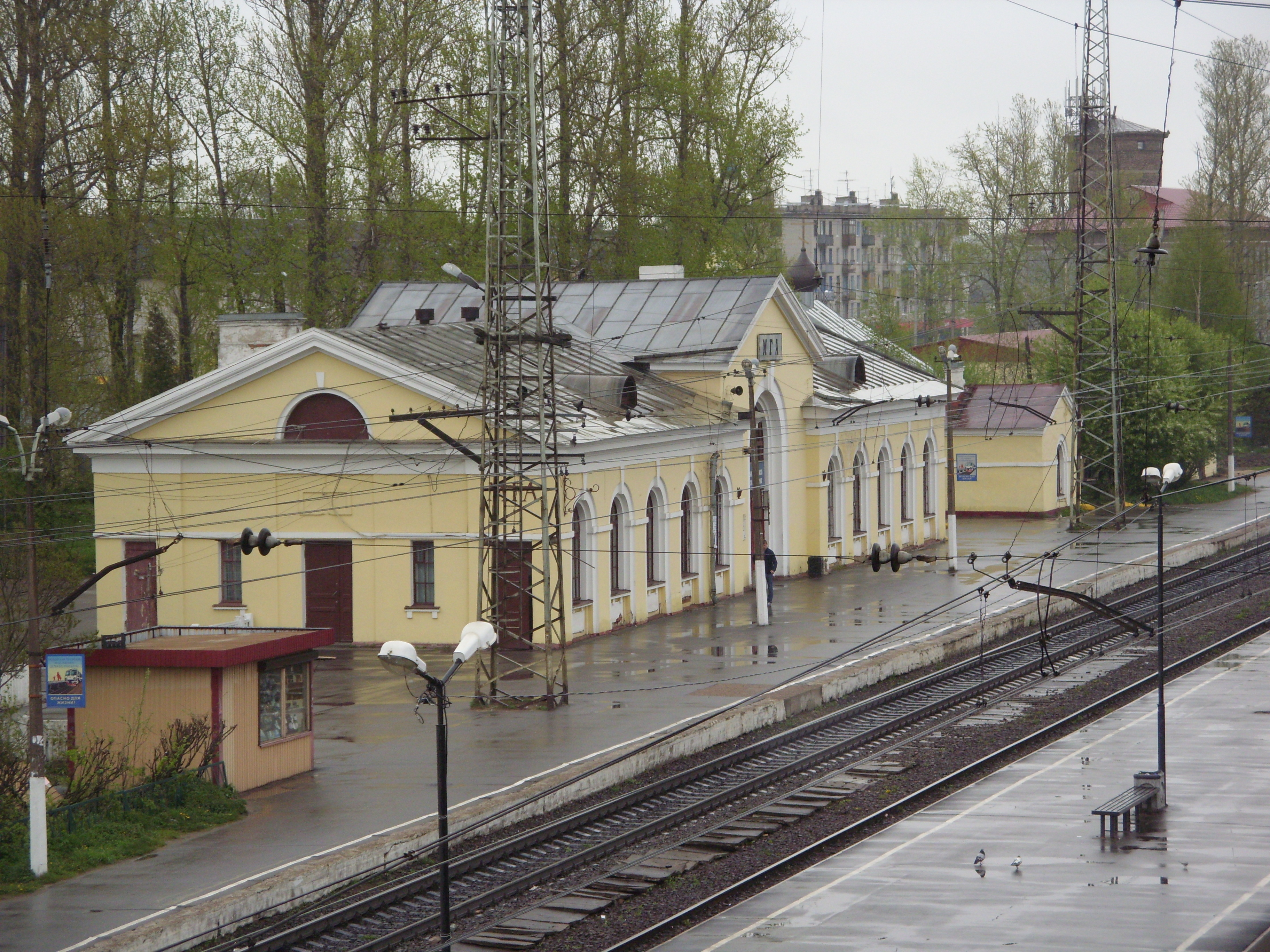
Estación de ferrocarril de Mga

Mga es un importante nodo ferroviario. Hay un servicio de tren desde San Petersburgo que pasa por Mga y sale de las estaciones de tren Moskovsky y Ladozhsky en dirección este. Este tren también sirve a muchos otros asentamientos en la región, y muchos residentes de San Petersburgo lo utilizan para viajar a sus casas de verano (dachas) durante las estaciones más cálidas. Otros ferrocarriles conectan Mga con Vóljov, Kirishi, Ulyanovka y Kírovsk. Todos ellos son atendidos por trenes suburbanos.
La carretera A120, que rodea San Petersburgo, pasa por Mga y da acceso a la autopista M18, que conecta San Petersburgo con Múrmansk, y a la autopista M10, que conecta San Petersburgo con Moscú. Las carreteras locales también conectan Mga con Tosno, Liubán y Pávlovo

## Cultura
Mga contiene dos monumentos del patrimonio cultural clasificados como patrimonio cultural e histórico de importancia local. Ambos monumentos conmemoran los acontecimientos de la Segunda Guerra Mundial.